# James Thayer Addison
James Thayer Addison (n. 1887 – d. 1953) a fost un profesor american de istoria religiilor, J. T. Addison a scris numeroase cărți și eseuri asupra creștinismului, islamului și budismului.

## Traduceri în limba română
- J.T. Addison, "Viața după moarte în credințele omenirii", Ediția a II-a, Cuvânt înainte: Robert Godet, Traducere din limba franceză: Victoria Comnea & Dan Dumbrăveanu, Editura Herald, Colecția Logos, București, 2012, 320 p., ISBN 978-973-111-276-3